# St. Augustinus (Hameln)

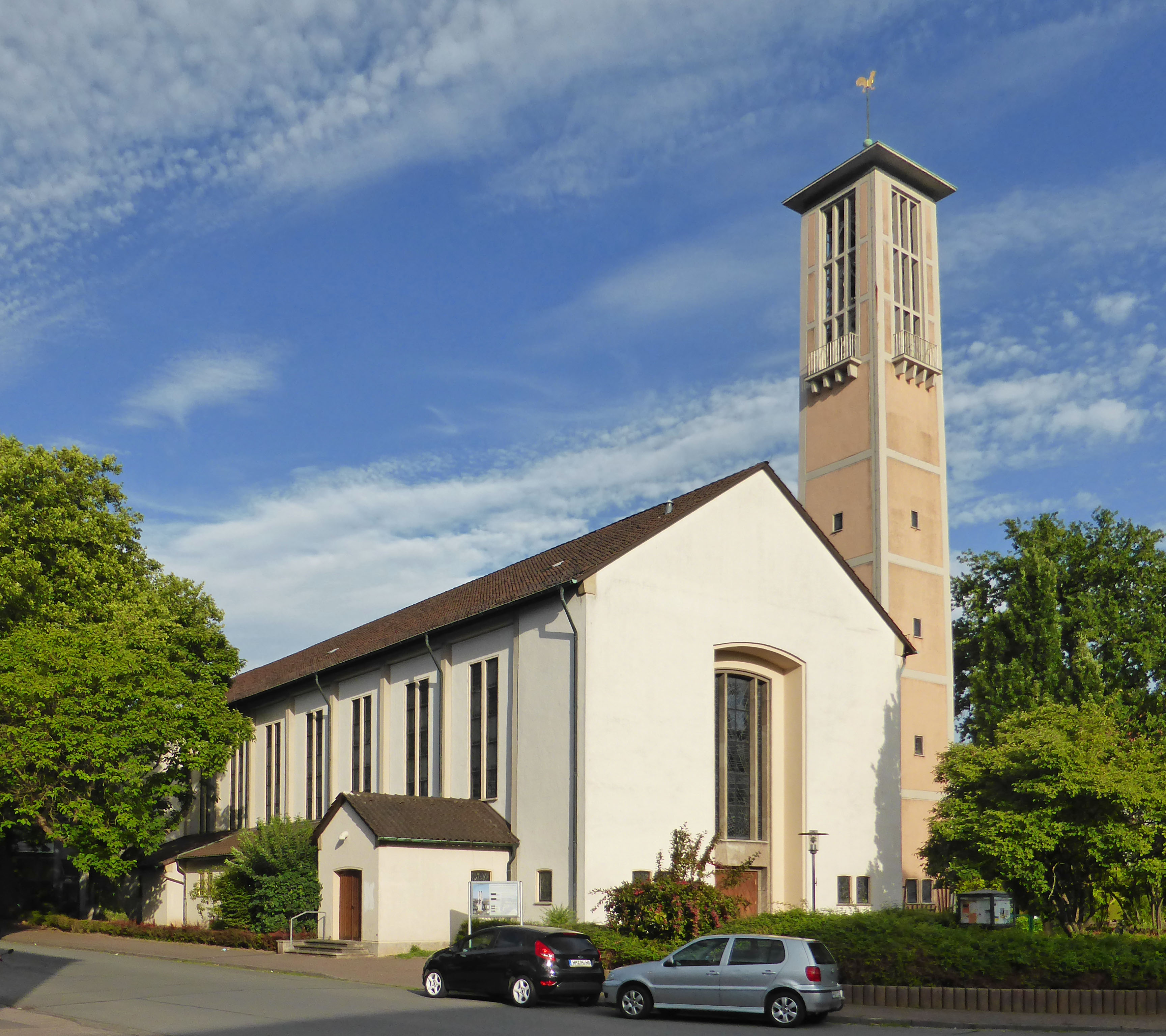
Pfarrkirche St.-Augustinus

Sankt Augustinus ist eine römisch-katholische Kirche in Hameln, der Kreisstadt des Landkreises Hameln-Pyrmont in Niedersachsen. Sie ist eine Pfarrkirche. Ihre Pfarrgemeinde gehört zum Dekanat Weserbergland des Bistums Hildesheim. Die nach dem heiligen Augustinus von Hippo benannte Kirche befindet sich in der Lohstraße 8A (Ecke Vizelinstraße).

## Geschichte
Das seit der Reformation evangelische Hameln gehört seit 1824 zum Bistum Hildesheim. Seit 1836 ist Hameln Sitz eines katholischen Geistlichen. Nach Plänen von Arnold Güldenpfennig erfolgte in den Jahren 1865 und 1866 auf dem Grundstück Ostertorwall 5 im Baustil der Neugotik der Bau der ersten Augustinuskirche. 1883 wurde die kleine Kirche bereits erweitert, seit 1890 ist Hameln Sitz einer Pfarrei.
Am 1. Juli 1953 fand das Richtfest der heutigen St.-Augustinus-Kirche statt, am 2. Mai 1954 folgte ihre Konsekration. Der Neubau war erforderlich geworden, weil die alte Augustinuskirche für die nach 1945 stark gewachsene katholische Gemeinde in Hameln zu klein geworden war. 1971 bekam St. Augustinus mit St. Monika eine Filialkirche im Hamelner Stadtteil Afferde.
1985 wurde die erste Augustinuskirche wegen Baufälligkeit abgerissen, das Grundstück wurde nicht wieder bebaut. Seit dem 1. November 2006 gehört auch die Kirche Hl. Familie in Emmerthal zur Pfarrgemeinde St. Augustinus. 2009 wurde die Filialkirche St. Monika profaniert, sie gehört seit dem zur Mennonitischen Brüdergemeinde Lemgo. Seit dem 1. September 2012, als die Dekanate Bückeburg und Hameln-Holzminden zum heutigen Dekanat Weserbergland vereinigt wurden, gehört die St.-Augustinus-Kirche zum Dekanat Weserbergland. Zuvor gehörte die Kirche zum Dekanat Hameln-Holzminden, davon zum Dekanat Hameln.

## Architektur und Ausstattung
Die heutige Kirche wurde nach Plänen von Otto Hodler (Hannover) erbaut, ihr freistehender Turm verfügt über drei Glocken. Auf dem Kirchendach wurden im Jahre 2004 Solarzellen angebracht.
Der Wandteppich an der Altarrückwand wurde von Ewald Mataré entworfen, der Tabernakel steht zentral im Altarraum. Am Ambo sind die Symbole der vier Evangelisten dargestellt: Der Mensch für Matthäus, der Löwe für Markus, der Stier für Lukas und der Adler für Johannes. Neben dem Altarraum befinden sich der Taufstein und der Zugang zu einer kleinen Krypta. Der Taufstein aus der alten, abgerissenen St.-Augustinus-Kirche wird heute als Weihwasserbecken genutzt. An den Seitenwänden des Kirchenschiffs hängen 14 Kreuzwegstationen, auch sechs Heiligenstatuen sind dort platziert. Darunter Augustinus von Hippo, der Schutzpatron der Kirche, mit dem Knabe am Meer und Franz von Assisi bei der Vogelpredigt. In einer Nische steht eine Statue der heiligen Maria. Unter der Orgelempore befinden sich Statuen der Heiligen Antonius von Padua und Josef von Nazaret sowie eine kleine Marienkapelle, in der vor einer Kopie des Gnadenbildes Unserer Lieben Frau von der immerwährenden Hilfe Opferkerzen aufgestellt werden können.
Neben der heutigen Kirche befinden sich das Pfarrhaus, die Kindertagesstätte St. Augustinus und das 1952 eröffnete Altenpflegeheim St. Monika, das über eine Hauskapelle verfügt, die mit Gegenständen aus der alten St.-Augustinus-Kirche ausgestattet ist. Im Gebäude neben der ersten Augustinuskirche hat heute der Caritasverband im Weserbergland e.V. seinen Sitz.

## Orgel
Die Orgel wurde 1958 von dem Orgelbauer Emanuel Kemper & Sohn (Lübeck) erbaut. Das Instrument hat 36 Register auf drei Manualwerken und Pedal (amerikanische Patent-Membranladen). Die Spiel- und Registertrakturen sind elektropneumatisch.
| I Rückpositiv C– |                 |      |
| 1.               | Singend Gedackt | 8′   |
| 2.               | Quintade        | 4′   |
| 3.               | Prinzipal       | 2′   |
| 4.               | Terz            | 4⁄5′ |
| 5.               | Scharff IV      | 1′   |
| 6.               | Krummhorn       | 8′   |
|                  | Tremulant       |      |

| II Hauptwerk C– |                    |        |
| 7.              | Gedackt            | 16′    |
| 8.              | Prinzipal          | 8′     |
| 9.              | Holzflöte          | 8′     |
| 10.             | Gemshorn           | 8′     |
| 11.             | Oktave             | 4′     |
| 12.             | Kleingedackt       | 4′     |
| 13.             | Quinte             | 2 ⁄3′  |
| 14.             | Blockflöte         | 2′     |
| 15.             | Terz               | 1 3⁄5′ |
| 16.             | Mixtur VI          | 1 ⁄3′  |
| 17.             | Spanische Trompete | 8′     |

| III Schwellwerk C– |                  |       |
| 18.                | Spitzgedackt     | 8′    |
| 19.                | Gambe            | 8′    |
| 20.                | Prinzipal        | 4′    |
| 21.                | Rohrflöte        | 4′    |
| 22.                | Salicional       | 4′    |
| 23.                | Schweizerpfeife  | 1′    |
| 24.                | Nasat            | 1 ⁄3′ |
| 25.                | Septime          | 4⁄7′  |
| 26.                | Scharff-Zimbel V | 1⁄4′  |
| 27.                | Oboe             | 8′    |
|                    | Tremulant        |       |

| Pedalwerk C– |                |       |
| 28.          | Prinzipal      | 16′   |
| 29.          | Untersatz      | 16′   |
| 30.          | Oktave         | 8′    |
| 31.          | Zartgedackt    | 8′    |
| 32.          | Choralbaß      | 4′    |
| 33.          | Nachthorn      | 2′    |
| 34.          | Rauschpfeife V | 2 ⁄3′ |
| 35.          | Posaune        | 16′   |
| 36.          | Dulzian        | 8′    |

- Koppeln: II/I, I/P, II/P.